# Confederazione Libertà e Indipendenza

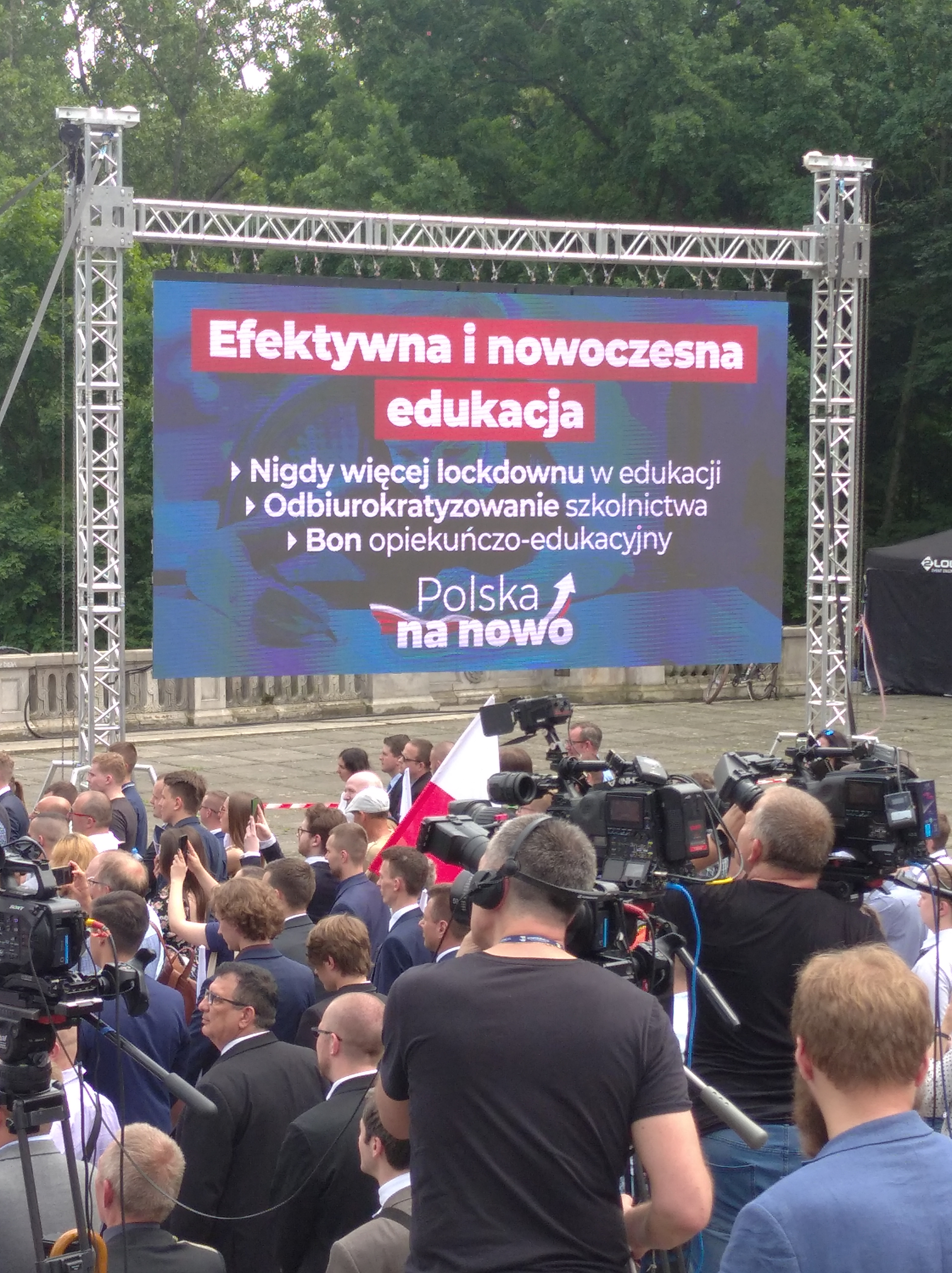
Programma della Confederazione nel 2021.

Confederazione Libertà e Indipendenza (in polacco Konfederacja Wolność i Niepodległość - KWiN), frequentemente abbreviato semplicemente in Confederazione (Konfederacja) è un partito politico polacco di estrema destra fondato all'alba delle elezioni del Parlamento europeo del 2019 (è stato formalmente registrato come comitato Confederazione KORWiN Braun Liroy Nazionalisti).
Il 6 aprile 2019 si tenne la convention elettorale del partito, durante la quale venne presentata la composizione delle liste elettorali per il Parlamento europeo; ospite speciale del convegno fu la partigiana e attivista sociale Maria Mirecka-Loryś. Il 25 luglio 2019 venne registrato come partito politico federativo con il nome di Confederazione Libertà e Indipendenza.
Ha vinto 11 seggi nel Sejm nelle elezioni politiche del 2019. Alle elezioni presidenziali del 2020 il suo candidato era Krzysztof Bosak, a capo di una coalizione che prevedeva anche il Korwin, il Movimento Nazionale e la Confederazione della Corona Polacca, il quale si è classificato al quarto posto in una rosa di undici candidati.
Il partito è considerato molto vicino alle posizioni di destra radicale, esprimendo un sentimento populista di destra e una forte opposizione alle politiche dell'Unione Europea e all'immigrazione. In materia economica si proclama liberista, anche se al suo interno esprime idee di conservatorismo sociale e istanze nazionaliste. Nel marzo 2023, in base ai sondaggi dell'Instytut Badań Spraw Publicznych risulta essere il partito più popolare in Polonia tra i giovani nella fascia tra i 18 e i 29 anni

## Risultati elettorali
| Elezione          | Elezione | Voti      | %    | Seggi    | Posizione   |
| ----------------- | -------- | --------- | ---- | -------- | ----------- |
| Parlamentari 2019 | Sejm     | 1 256 953 | 6,81 | 11 / 460 | Opposizione |
| Parlamentari 2023 | Sejm     | 1 547 364 | 7,16 | 18 / 460 | Opposizione |

## Ideologia e posizioni
Il partito risulta essere ascrivibile, all'interno dello spettro politico polacco, a posizioni di destra, anche se alcuni osservatori lo identificano piuttosto come una formazione di estrema destra. Si presenta come un forte oppositore delle politiche dell'Unione Europea, ed ha duramente criticato il partito di governo Diritto e Giustizia (PiS), accusandolo di eccessiva arrendevolezza nei confronti di temi come l'immigrazione, l'ingerenza dell'UE negli affari interni polacchi e in materia di diritti civili. Si rifà ad un forte conservatorismo sociale, fortemente critico del femminismo, contrario all'aborto e a favore della tutela dei valori della famiglia tradizionale. È stato inoltre uno dei partiti più critici alla legislazione in materia di contrasto al COVID-19, definendo le politiche di contenimento come dannose e lesive delle libertà fondamentali dei cittadini polacchi.
In materia economica, il partito si considera pro-libero mercato, con tendenze al liberalismo economico e al libertarianesimo, in contrasto con Diritto e Giustizia che invece promuove un forte intervento dello Stato nell'economia.

### Programma
Il programma del partito prevede diversi interventi in materie come politica fiscale, economica, politica e giustizia
- Politica fiscale
  - Abolizione dell'imposta sul reddito
  - Rendere l'assicurazione sociale non obbligatoria
  - Ridurre le tasse sui carburanti
  - Ridurre la spesa del governo
- Politica giudiziaria
  - reintroduzione della pena di morte
  - assunzione di nuovi assistenti legali nei tribunali
  - Educazione
    - Creazione di un programma di voucher scolastici
    - Garanzia del diritto dei genitori di rifiutare le lezioni di educazione sessuale nelle scuole
    - Creazione di un sistema di voucher culturali che possano essere utilizzati per arti e musei

  - Sicurezza Nazionale
    - Consentire ai cittadini il possesso e l'uso di armi
    - Investimenti nell'utilizzo dell'energia nucleare
    - Opposizione ai programmi UE di ricollocamento dei rifugiati
    - Opposizione all'immigrazione di massa
    - Pretesa che gli immigrati si integrino nella cultura polacca

  - Salute
    - Messa al bando dell'importazione di spazzatura
    - Opposizione ai programmi europei di contenimento del cambiamento climatico
    - Protezione della vita umana dal momento del concepimento

  - Business
    - Abolizione delle pene per il commercio di strada e innalzamento dei limiti per il commercio senza licenza.
    - Innalzamento dell'esenzione dell'IVA a 400,000 zloty
    - Indicizzare il tasso di esenzione dall'IVA a dodici volte il salario minimo
    - Consentire alle imprese di rifiutare servizi se in contrasto con le proprie convinzioni morali